# Phanoperla vietnamensis
Phanoperla vietnamensis és una espècie d'insecte plecòpter pertanyent a la família dels pèrlids.

## Descripció
- Les femelles presenten un cos pàl·lid amb les ales anteriors mesurant entre 10 i 11 mm de llargària.[5]

## Reproducció
Els ous fan 435 micròmetres de llargada i 205 d'amplada.

## Distribució geogràfica
Es troba al Vietnam.